# Ľubica Schultze
Ľubica Schultze, geborene Jonisová (* 18. Dezember 1975 in Preßburg) ist eine ehemalige slowakisch-deutsche Basketballspielerin.

## Laufbahn
Als Jugendliche übte sie Schwimmsport aus und kam im Alter von zwölf Jahren zum Basketball. Sie spielte in ihrer Heimatstadt bei HC Slovan Bratislava und wurde Jugendmeisterin der CSFR und der Slowakei. Anschließend stand die 1,96 Meter messende Innenspielerin in Diensten von MBK Ružomberok, sie wurde auch im Damenbereich Landesmeisterin der Slowakei und gewann den Pokalwettbewerb.
1997/98 spielte sie bei City Basket Berlin und erzielte in ihrem ersten Spieljahr in der Bundesliga 27 Punkte je Begegnung, damit war sie beste Korbschützin der Liga. 1998 wechselte sie zur DJK Aschaffenburg. Mit der DJK wurde sie 1999 und 2000 deutsche Vizemeisterin, im europäischen Vereinswettbewerb Ronchetti-Cup zog sie im Frühjahr 2000 mit Aschaffenburg ins Halbfinale ein.
Im Vorfeld des Spieljahres 2000/01 schloss sie sich dem USC Freiburg an, Mitte November 2001 erhielt sie die deutsche Staatsbürgerschaft, bereits vorher war sie bei Turnieren für die deutsche Nationalmannschaft aufgelaufen. In der Saison 2002/03 stand sie in Diensten des TV Saarlouis, im Spieljahr 2003/04 spielte sie bei COB Calais und 2004/05 bei Tarbes Gespe Bigorre (jeweils Frankreich).
2005 nahm sie mit Deutschland an der Europameisterschaft in der Türkei teil. Insgesamt brachte sie es auf 40 Länderspiele für Deutschland. Zur Saison 2005/06 ging sie nach Deutschland zurück und schloss sich der BG Dorsten an. Nach einem Jahr bei der BG zog es Schultze wieder ins Ausland, sie nahm ein Angebot des italienischen Erstligisten Banco di Sicilia Ribera an, den sie in der Saison 2006/07 im letzten Jahr ihrer Leistungssportkarriere verstärkte.